# トム・シンプソン
トム・シンプソン（Tom Simpson, 1937年11月30日 - 1967年7月13日）はイギリスの自転車競技選手。1967年のツール・ド・フランス第13ステージのモン・ヴァントゥの登りにおいて帰らぬ人となったことで今もその名をとどめる。

## 経歴
イングランド北東のダーハムで生まれたシンプソンは、第二次世界大戦後に一家がノッティンガム近郊のハーワースへと移住した際に自転車競技に興味を持ち、技術系専門学校に通う傍ら、後にその地域の自転車チームに加入した。やがてその地域のタイムトライアルレースで優勝するようになると、シンプソンはトラックレースを勧められ、後にマンチェスターのファローフィールド自転車競技場に拠点を移して練習を行うようになり、4000m個人追抜の国内選手権で優勝。
この実績を買われて、1956年メルボルンオリンピックでは4000m団体追抜のメンバーとなり銅メダルを獲得。さらに2年後のコモンウェルスゲームズ個人追抜では銀メダルを獲得した。1959年、シンプソンはプロのロード選手を目指しフランスのサン＝ブリユーへと移住。そしてそこで二つのプロチームから誘いを受けるが、プジョーに入ることになった。
1961年、ロンド・ファン・フラーンデレンを制し、初のメジャータイトル獲得。翌1962年にはツール・ド・フランスでマイヨ・ジョーヌを奪取した。1963年にはボルドー～パリを制し、1964年はミラノ～サンレモで優勝。そして1965年、シンプソンはスペインのサン・セバスティアンで開催された世界選手権において、ルディ・アルティヒとの壮絶なスプリント争いを制し、見事世界チャンピオンに輝いたほか、同年のジロ・ディ・ロンバルディアも制した。またシンプソンはこの年のBBC・年間スポーツパーソナリティ賞を受賞している。
そして1967年、シンプソンはパリ～ニースで総合優勝を果たす。また初めて出場したブエルタ・ア・エスパーニャでも区間2勝を挙げた。そしてこのあと、シンプソンはツール・ド・フランスへと出場する。

## ツール・ド・フランス1967
第8ステージにおいてシンプソンは、区間優勝のルシアン・エマールに19秒差の5位に食い込み、総合でもトップのロジェ・パンジョンに対して5分15秒差の7位へと浮上した。年齢的なことを考えてもツール制覇へのラストチャンスと意気込んでいたシンプソンにとって、この時間差であればまだまだ総合優勝を狙える位置にいた。しかし第10ステージにおいてパンジョンらに引き離されて後退。総合ではパンジョンに8分20秒の差をつけられてしまった。何とかこの差を挽回するべく、このあとのピレネー越えステージを占う上においても、シンプソンにとって、第13ステージは非常に重要な区間となった。
シンプソンはモン・ヴァントゥへ向けてのループ区間にさしかかるまではこのステージの首位争いを演じていた。しかしやがてフリオ・ヒメネスらのグループについていけなくなったばかりか、モン・ヴァントゥまで残りあと2kmあたりの付近でフラフラの状態となり、ついには転倒した。チームスタッフはシンプソンにリタイアを求めたがシンプソンは拒否してまた自転車に跨りはじめた。だが残り500mの付近で再度転倒し、今度は起き上がれなくなった。すぐさま救急ヘリが駆けつけ、病院へと運んだものの、既にシンプソンは息を引き取っていた。
シンプソンの死については後に色々な臆測を呼んだ。後にシンプソンの体内からアンフェタミンとアルコールに加え、利尿薬までもが検出されることになったが（ドーピング）、さらにこの年のプロヴァンス地方は猛暑だったことも重なり、熱射病と結論付けられた。また、この年の成績から契約更新に消極的な姿勢をスポンサーから示されており、シンプソンはかなり精神的重圧を強いられていたことが明白となった。
30年後、シンプソンが亡くなった地点に記念碑がつくられた。また2001年8月にはルシアン・バンインプがシンプソンの記念博物館を、シンプソンが自転車競技選手を志すきっかけとなったハーワースに開館させた。こうしたものを通じて今もなお、シンプソンという選手の記憶をとどめている。
自転車ジャーナリストChris Sidwellsは彼の甥である。